# Saint-Sauveur (Meurthe-et-Moselle)
Pour les articles homonymes, voir Saint-Sauveur.
Saint-Sauveur est une commune française située dans le département de Meurthe-et-Moselle en région Grand Est.

## Géographie
Le village de Saint-Sauveur, perché à une altitude de 440 mètres, faisant de lui la plus haute commune de Meurthe et Moselle. Il se situe sur les premiers contreforts du massif du Donon, adossé à l'Alsace, et domine la plaine lorraine (Haute Vezouze). C'est l’un des plus pittoresques du piémont vosgien de Meurthe-et-Moselle. Saint-Sauveur est un carrefour de sentiers de randonnées entre les forêts domaniales de Bousson et de Grand Cheneau. Son territoire étendu offre de nombreux abris pour les randonneurs. La Vezouze, qui se jette dans la Meurthe à Lunéville (40 km plus loin) prend sa source à l'extrême est de son territoire.
| Parux    | Petitmont     |                        |
| Bréménil | Saint-Sauveur | Grandfontaine Bas-Rhin |
| Angomont |               | Bionville              |

### Hydrographie
La commune est dans le bassin versant du Rhin au sein du bassin Rhin-Meuse. Elle est drainée par la Vezouze, le ruisseau de Chanson Combelle, le ruisseau de la Balle Mauvais, le ruisseau de la Basse Hiery, le ruisseau de la Noire Basse et le ruisseau de l'Étang du Bon Pere,.
La Vezouze, d'une longueur de 75 km, prend sa source dans la commune  et se jette  dans la Meurthe à Rehainviller, après avoir traversé 24 communes. 

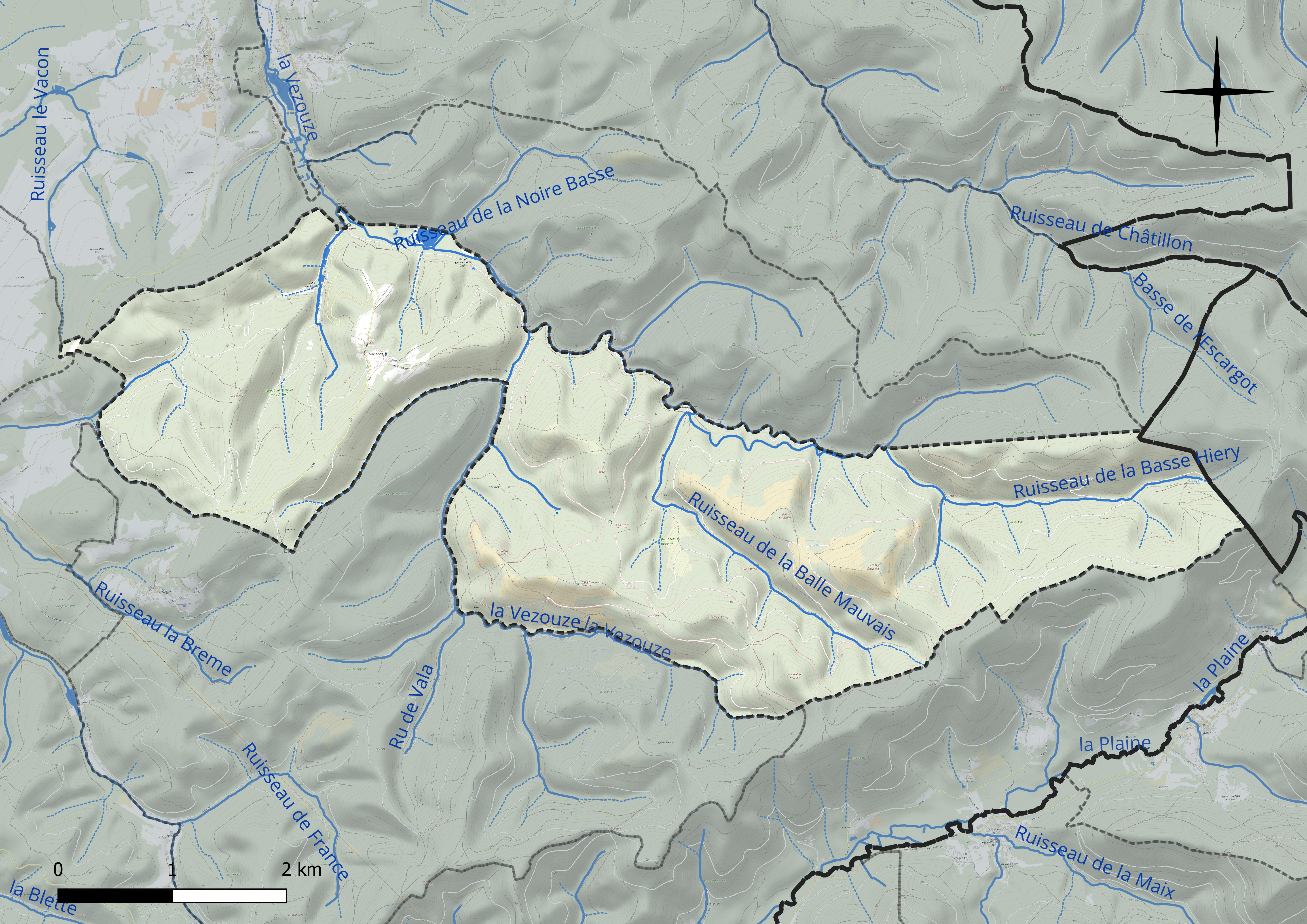
Réseau hydrographique de Saint-Sauveur.

Un plan d'eau complète le réseau hydrographique : l'étang de la Gagère (2,4 ha),.

### Climat
Pour des articles plus généraux, voir Climat du Grand Est et Climat de Meurthe-et-Moselle.
En 2010, le climat de la commune est de type climat de montagne, selon une étude du Centre national de la recherche scientifique s'appuyant sur une série de données couvrant la période 1971-2000. En 2020, Météo-France publie une typologie des climats de la France métropolitaine dans laquelle la commune est exposée à un climat semi-continental et est dans la région climatique  Vosges, caractérisée par une pluviométrie très élevée (1 500 à 2 000 mm/an) en toutes saisons et un hiver rude (moins de 1 °C). 
Pour la période 1971-2000, la température annuelle moyenne est de 9,2 °C, avec une amplitude thermique annuelle de 16,7 °C. Le cumul annuel moyen de précipitations est de 1 161 mm, avec 13,4 jours de précipitations en janvier et 10,6 jours en juillet. Pour la période 1991-2020, la température moyenne annuelle observée sur la station météorologique de Météo-France la plus proche, « Badonviller », sur la commune de Badonviller à 7 km à vol d'oiseau, est de 10,2 °C et le cumul annuel moyen de précipitations est de 1 066,3 mm. 
La température maximale relevée sur cette station est de 39,1 °C, atteinte le 4 août 2022 ; la température minimale est de −22 °C, atteinte le 14 janvier 1960,,. 
Les paramètres climatiques de la commune ont été estimés pour le milieu du siècle (2041-2070) selon différents scénarios d'émission de gaz à effet de serre à partir des nouvelles projections climatiques de référence DRIAS-2020. Ils sont consultables sur un site dédié publié par Météo-France en novembre 2022.

## Urbanisme

### Typologie
Au 1er janvier 2024, Saint-Sauveur est catégorisée commune rurale à habitat très dispersé, selon la nouvelle grille communale de densité à sept niveaux définie par l'Insee en 2022.
Elle est située hors unité urbaine et hors attraction des villes,.

### Occupation des sols
L'occupation des sols de la commune, telle qu'elle ressort de la base de données européenne d’occupation biophysique des sols Corine Land Cover (CLC), est marquée par l'importance des forêts et milieux semi-naturels (97,6 % en 2018), une proportion identique à celle de 1990 (97,6 %). La répartition détaillée en 2018 est la suivante : forêts (81,7 %), milieux à végétation arbustive et/ou herbacée (15,9 %), prairies (2,4 %). L'évolution de l’occupation des sols de la commune et de ses infrastructures peut être observée sur les différentes représentations cartographiques du territoire : la carte de Cassini (XVIIIe siècle), la carte d'état-major (1820-1866) et les cartes ou photos aériennes de l'IGN pour la période actuelle (1950 à aujourd'hui).

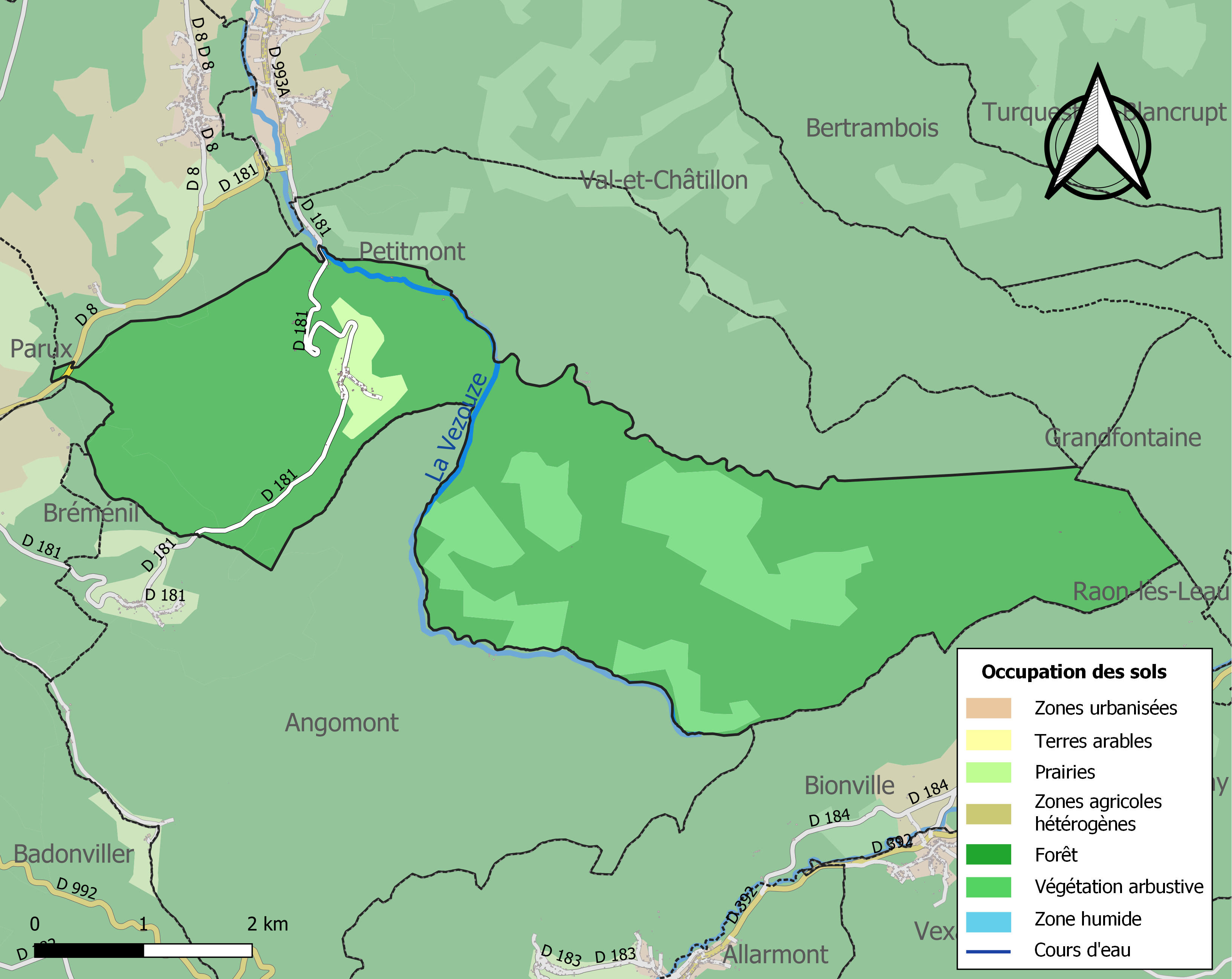
Carte des infrastructures et de l'occupation des sols de la commune en 2018 (CLC).

## Toponymie
Le nom de la localité est attesté sous les formes H. custos Sancti-Salvatoris (1183) ; Seint-Sauvour-en-Voge (1282) ; Saint-Salvour-en-Voige (1309) ; Saint-Salvour (1314) ; Sainct-Saulveur-en-Vosges (1600).

Saint-Sauveur est un hagiotoponyme qui tire son origine de l'attribut de Sauveur du monde (Salvator mundi en latin), attaché à Jésus-Christ par les Églises chrétiennes.

## Histoire
Le transfert en 1010 sur la montagne de « Saint-Sauveur-en-Vosges » de l’abbaye de Bonmoutier, bénédictine, implantée depuis le VIIe siècle à Val-et-Châtillon (ex-Val de Bonmoutier), est rapporté dans la chronique du moine Richer de Senones (XIIIe siècle). L'abbaye de Saint-Sauveur formait avec celles de Senones, Saint-Dié, Étival, et au cœur Moyenmoutier, la croix monastique des Vosges.
Richement dotée par ses fondateurs, l’abbaye possédait des forêts jusqu’au Donon entre Sarre et Plaine et avait des possessions dans de nombreux villages du Blâmontois, du Badonvillois, de la vallée de la Plaine et au-delà (près de Nancy et de Toul). Une douzaine de bornes du XVIIe siècle marquant la limite des terres de l’abbaye viennent d’être redécouvertes au pied du Donon.
Les protecteurs-voués de l'abbaye furent les seigneurs de Turquestein et de Blâmont (branche cadette des comtes de Salm). Entrés en conflit avec la nouvelle abbaye cistercienne de Haute-[Seille ], les bénédictins furent remplacés vers 1188 par les chanoines réguliers de Saint Augustin. L’abbaye fut la nécropole de grands seigneurs de la région, en particulier d’Henri 1er de Blâmont et de Cunégonde de Linange-Dabo. Le splendide gisant de ce couple illustre, exposé à la chapelle des Cordeliers à Nancy (Musée lorrain) depuis sa découverte à Saint-Sauveur et le don qu'en a fait en 1854 le maire du village, est probablement le plus beau de Lorraine. Henri Ier de Blâmont était sénéchal de Lorraine, voué de Vic/Seille, constructeur des remparts du bourg de Blâmont, de la tour des Voués de Baccarat, l'un des héros du célèbre tournoi de Chauvency (1285) où il est comparé à Lancelot et représenté à cheval dans deux enluminures conservées à Oxford, dont Anne Azema, de la Boston Camerata (États-Unis), a réalisé une adaptation musicale avec mise en scène (CD du conseil régional de Lorraine en 2006).
Détruite à plusieurs reprises pendant les guerres de Religion, l'abbaye fut abandonnée en 1569 par les chanoines qui partirent s’installer à Domèvre-sur-Vezouze sur leurs terres. Ils laissèrent à Saint-Sauveur un vicaire qui desservait aussi l'ancien ermitage Saint-Jean.

## Politique et administration
| Période                                  | Période                   | Identité                                        | Étiquette | Qualité |
| ---------------------------------------- | ------------------------- | ----------------------------------------------- | --------- | --- |
| Les données manquantes sont à compléter. |                           |                                                 |           | |
| mars 2001                                | En cours (au 23 mai 2020) | Philippe Arnould Réélu pour le mandat 2020-2026 |           | Cadre président de la CC du Piémont Vosgien (2014 → 2016) président de la CC de Vezouze en Piémont (2017 → ) |

## Population et société

### Démographie
L'évolution du nombre d'habitants est connue à travers les recensements de la population effectués dans la commune depuis 1793. Pour les communes de moins de 10 000 habitants, une enquête de recensement portant sur toute la population est réalisée tous les cinq ans, les populations de référence des années intermédiaires étant quant à elles estimées par interpolation ou extrapolation. Pour la commune, le premier recensement exhaustif entrant dans le cadre du nouveau dispositif a été réalisé en 2007.

En 2022, la commune comptait 40 habitants, en évolution de −11,11 % par rapport à 2016 (Meurthe-et-Moselle : −0,13 %, France hors Mayotte : +2,11 %).
| 1793 | 1800 | 1806 | 1821 | 1831 | 1836 | 1841 | 1846 | 1851 |
| ---- | ---- | ---- | ---- | ---- | ---- | ---- | ---- | ---- |
| 175  | 180  | 183  | 208  | 197  | 258  | 253  | 224  | 245  |

| 1856 | 1861 | 1872 | 1876 | 1881 | 1886 | 1891 | 1896 | 1901 |
| ---- | ---- | ---- | ---- | ---- | ---- | ---- | ---- | ---- |
| 210  | 213  | 181  | 200  | 195  | 192  | 183  | 195  | 185  |

| 1906 | 1911 | 1921 | 1926 | 1931 | 1936 | 1946 | 1954 | 1962 |
| ---- | ---- | ---- | ---- | ---- | ---- | ---- | ---- | ---- |
| 184  | 203  | 131  | 132  | 124  | 101  | 102  | 91   | 73   |

| 1968 | 1975 | 1982 | 1990 | 1999 | 2006 | 2007 | 2012 | 2017 |
| ---- | ---- | ---- | ---- | ---- | ---- | ---- | ---- | ---- |
| 63   | 55   | 52   | 50   | 51   | 48   | 48   | 53   | 39   |

| 2022 | - | - | - | - | - | - | - | - |
| ---- | - | - | - | - | - | - | - | - |
| 40   | - | - | - | - | - | - | - | - |

## Culture locale et patrimoine

### Lieux et monuments

#### Édifices civils
La scierie hydraulique de Machet à turbine, isolée en pleine forêt de Bousson, déjà citée au XVIe siècle, est la dernière de la Haute-Vezouze. Haut-lieu du patrimoine, elle rappelle le film culte « Les Grandes Gueules » dont beaucoup de scènes furent tournées dans les forêts des environs. La scierie se visite autour des thématiques des énergies renouvelables et de l’environnement.

#### Édifices religieux
ÉgliseLe chœur gothique en grès rose de l’abbatiale est l'unique vestige de l'ancienne abbatiale fondée en 1010, incendiée en 1470, reconstruite début XVIe (après la guerre des Rustauds 1525) et redétruite en 1569 (guerres de Religion). La nef a servi de pierrier. Seul le chœur, converti en église paroissiale (1580), a subsisté. Les parties les plus anciennes sont les colonnettes gothiques de la fin du XIIe siècle prises dans le mur d'entrée. Des traces de polychromie sont visibles sur l’arc triomphal. Les clefs de voûte portent toutes des blasons sculptés surmontés de crosses d’abbés (XVe-XVIe s). Sur l’une d’elles, on lit la date de 1559, dernière restauration de l'église. Un vitrail aujourd'hui disparu occupait la grande fenêtre centrale et représentait le Christ en croix dont le sang était recueilli par deux anges dans des calices. L'abbaye avait une tour porche (sept cloches dont une grosse), un cloître, des dortoirs, des bâtiments agricoles dont les ruines sont décrites en 1640, mais il ne subsiste aucun plan, aucune gravure ancienne (1er dessin en 1701 seulement) et la charte de fondation est perdue. Du dessus de l'enclos monastique délimité par un mur de pierres sèches quasiment intact, la vue embrasse le plateau lorrain et l’ensemble constitue un tableau dont la beauté ne laisse pas indifférent.
Un colloque universitaire a eu lieu lors du millénaire de Saint-Sauveur en 2010. Il a donné lieu à la publication d'un numéro spécial des Annales de l'Est (voir mairie ou association des Amis de l'abbaye).
Chapelle de TonÉdifiée au milieu de la forêt au fond d’une vallée mystérieuse au pied du col de la Charaille, à l’endroit même où la Vezouze prend sa source. À côté subsistent les ruines d’une ferme dont les vestiges témoignent de son ancienne richesse. À quelques enjambées se rencontrent les quatre départements de Meurthe-et-Moselle, des Vosges, de la Moselle et du Bas-Rhin.
Chapelle de la GagèreSituée le long du ruisseau du Val et à proximité de l'étang de la Gagère, cette petite chapelle en pierres de grès rouge est dotée, comme son porche antérieur, d'un toit d'ardoise, en bâtière, d'une porte en fer forgé et d'une fenêtre trigéminée éclairant le chevet.

Chapelle de la Gagère.
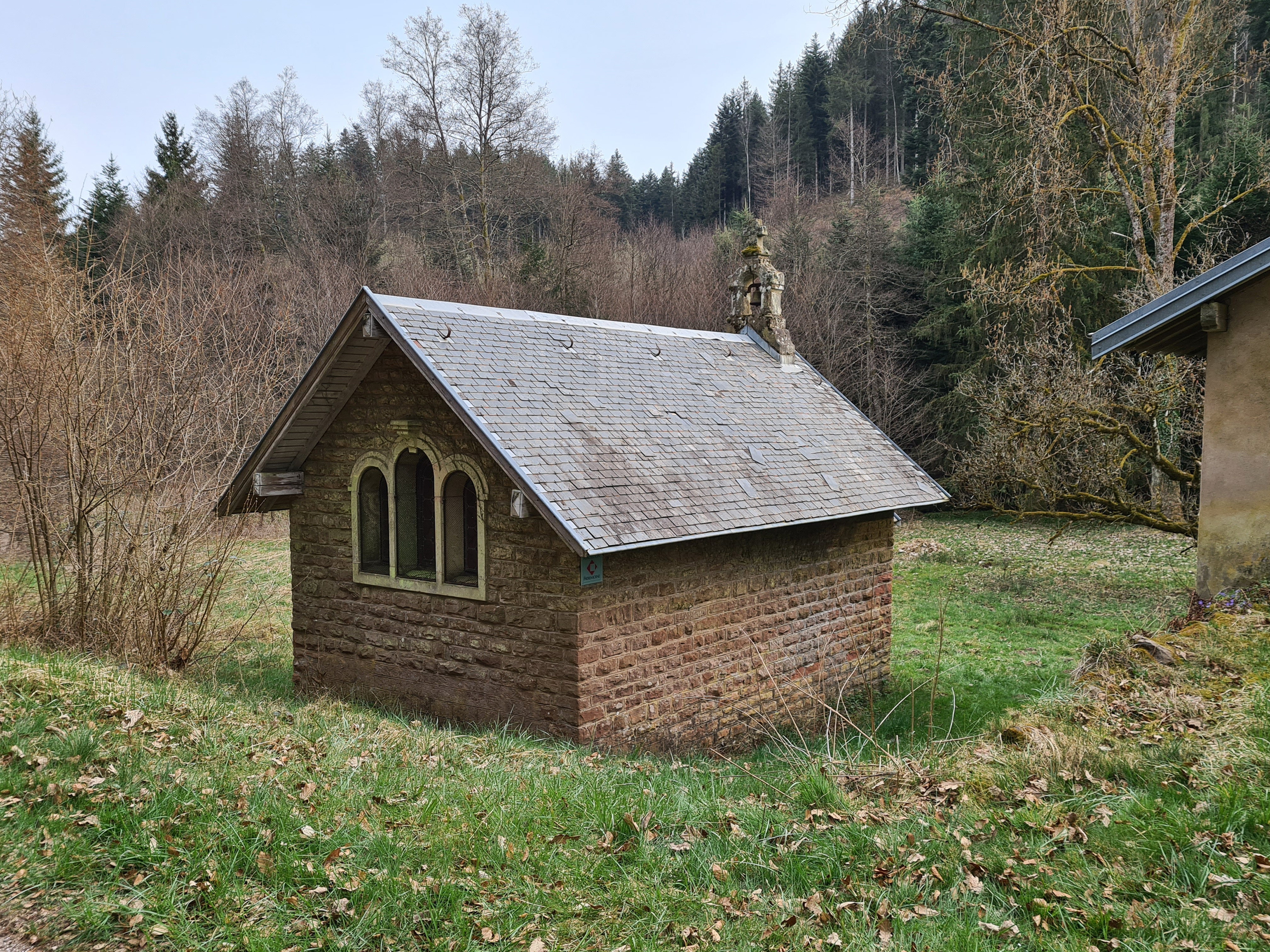
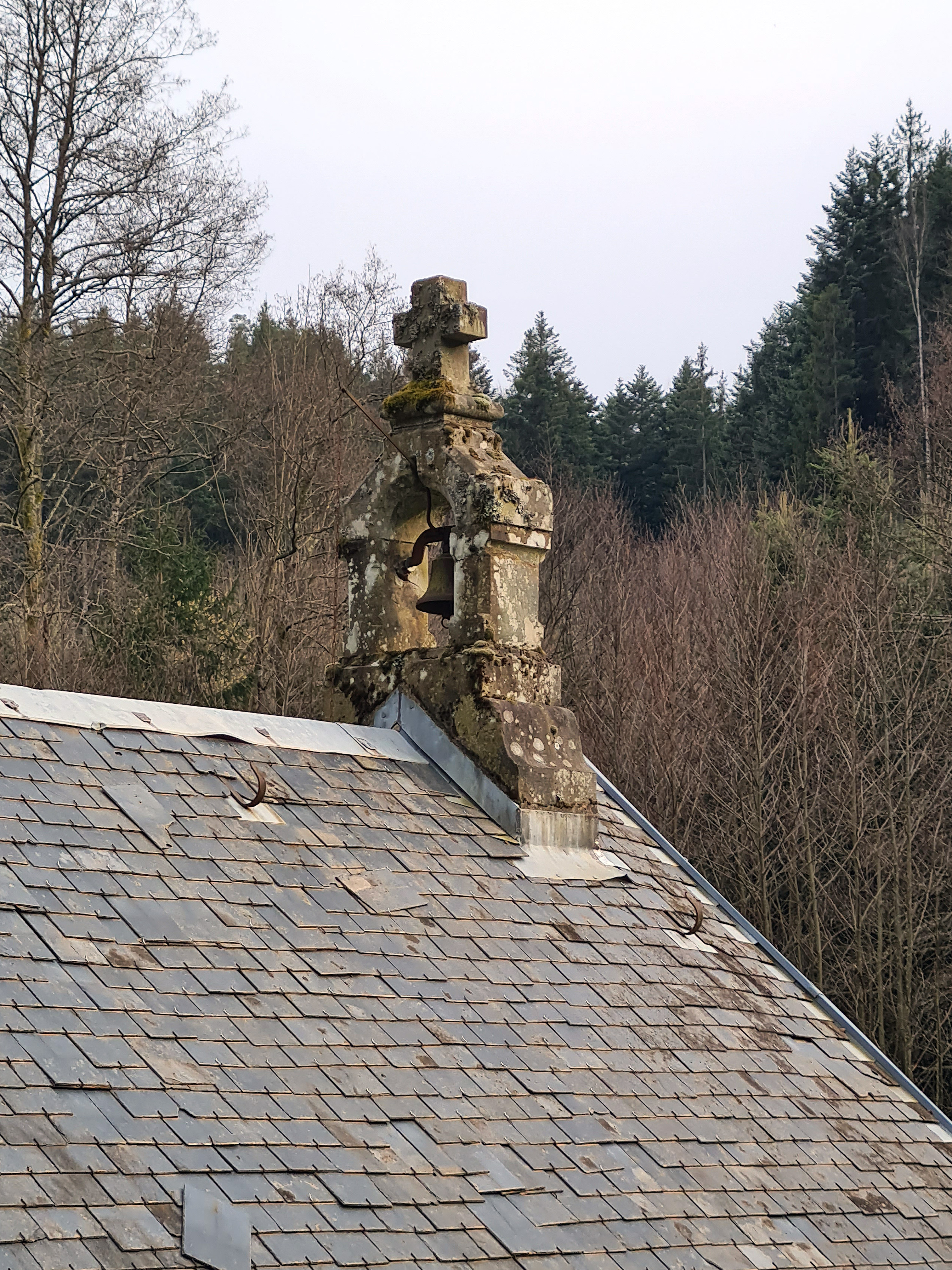
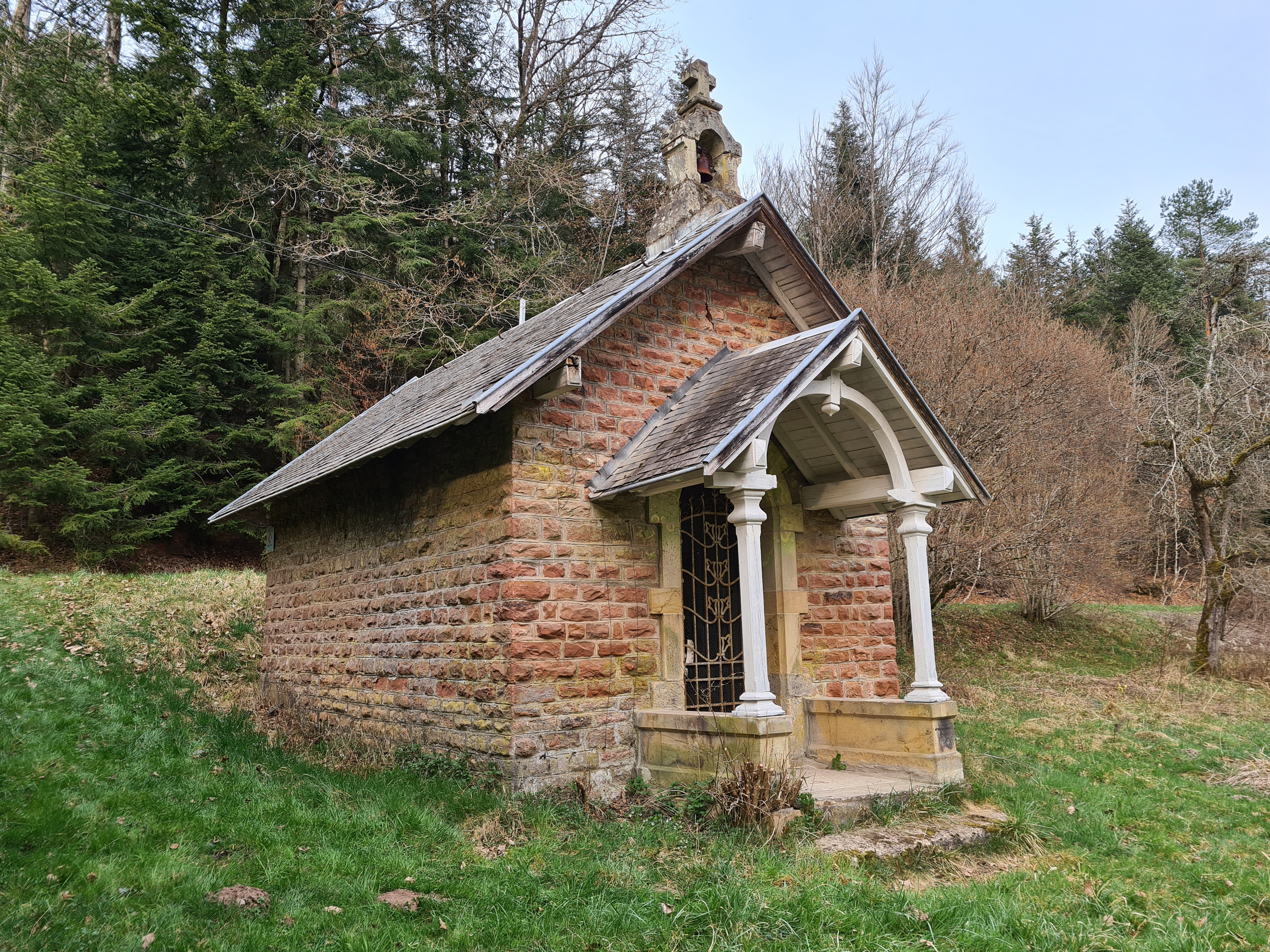
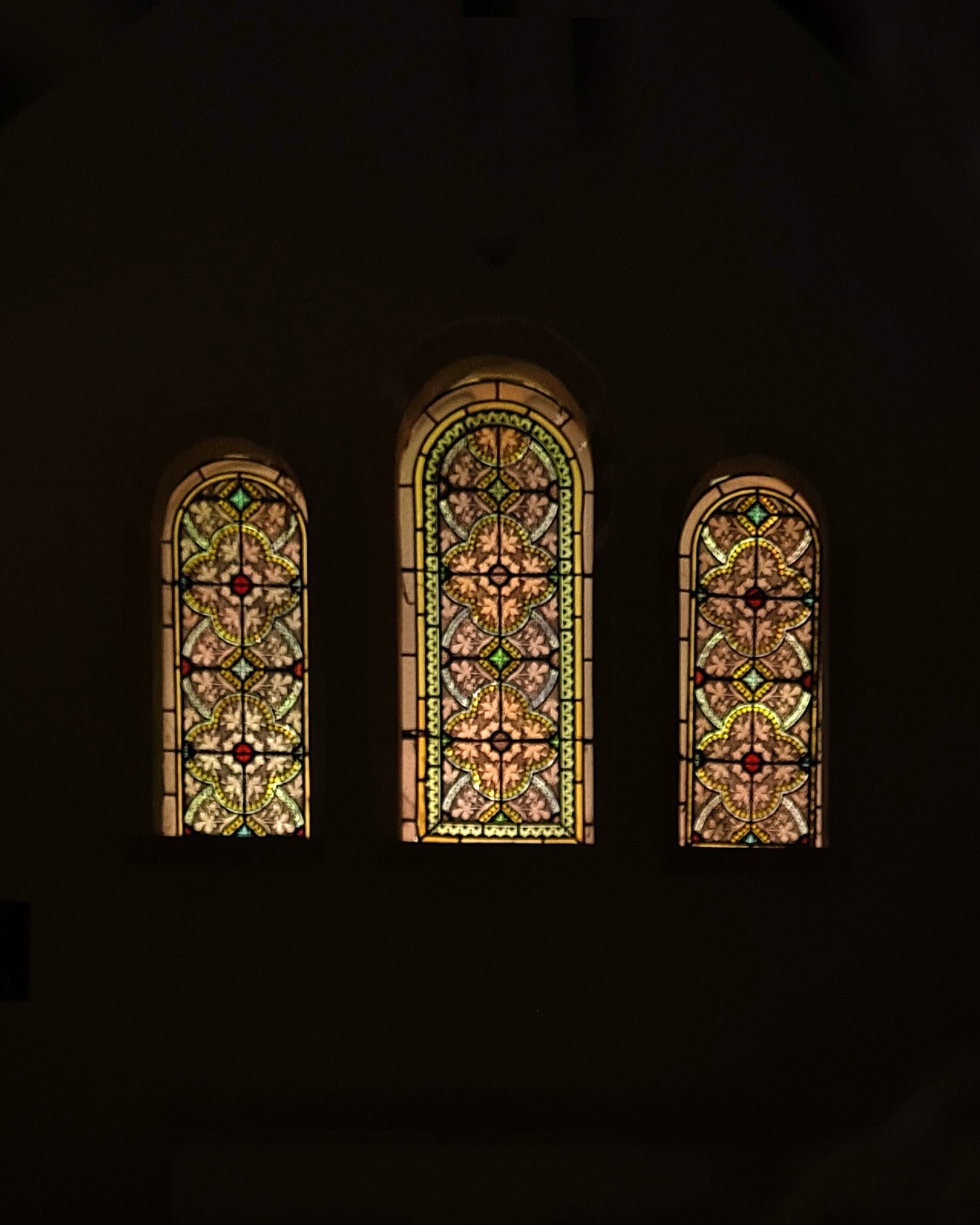

### Héraldique
| Blason de Saint-Sauveur | Blason  | Blasonnement : d'azur semé d'étoiles à six branches d'or à Notre Seigneur à mi-corps bénissant du même.                               |
| Blason de Saint-Sauveur | Détails | D'après un sceau de 1546 de l'abbaye Saint Sauveur qui évoque le nom de la localité. Le statut officiel du blason reste à déterminer. |